# Siwé
Siwé è un arrondissement del Benin situato nella città di Abgangnizoun (dipartimento di Zou) con 6.185 abitanti (dato 2006).